# Nisi Shawl

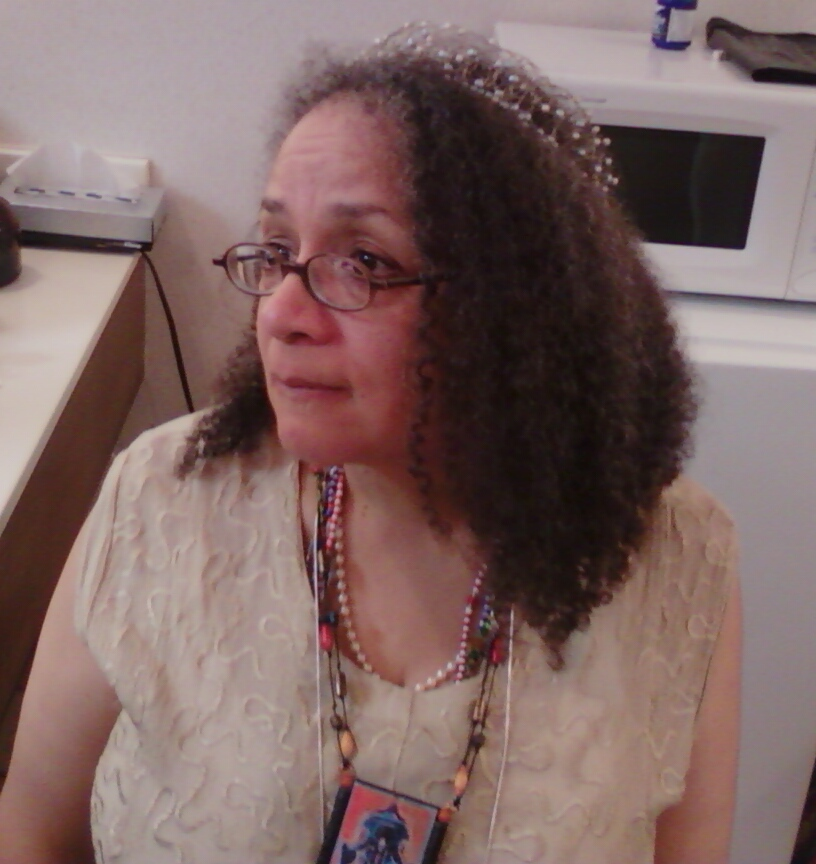
Nisi Shawl (2009)

Denise Angela Shawl (geboren 1955 in Kalamazoo, Michigan) ist eine amerikanische Autorin von Science-Fiction und Fantasy. 2020 erhielt sie den World Fantasy Award, den Locus Award und den British Fantasy Award für New Suns: Original Speculative Fiction by People of Color.

## Leben
Shawl wuchs im Mittleren Westen auf. Mit 16 Jahren ging sie an das Residential College der University of Michigan in Ann Arbor, brach ihr Studium jedoch ohne Abschluss ab. Sie arbeitete dann in verschiedenen Jobs, schrieb nebenher und veröffentlichte 1989 eine erste Erzählung I Was a Teenage Genetic Engineer in der von Rudy Rucker, Peter Lamborn Wilson und Robert Anton Wilson herausgegebenen Anthologie Semiotext(e) SF.
1992 nahm Shawl auf eine Empfehlung von Bruce Sterling hin am Clarion West Writers’ Workshop teil, eine Erfahrung, die für sie einen Wendepunkt bildete: „In sechs Wochen lernte ich, was sechs Jahre an der Universität mich nicht hatten lehren können.“ In der Folge etablierte sie sich als Autorin von SF-Kurzgeschichten. Bis 2018 erschienen knapp 60 ihrer Erzählungen, ein Teil davon gesammelt in Filter House (2008), wofür sie mit dem James Tiptree, Jr. Award ausgezeichnet wurde. Eine weitere Sammlung, Something More and More, erschien 2011.
2016 erschien der Roman Everfair eine utopische Alternativweltgeschichte, in der unterstützt von einer frühen Übernahme der Dampftechnik und mit Hilfe der englischen Fabian Society im Kongobecken ein fortschrittlicher und liberaler Staat entsteht.
Profiliert hat Shawl sich aber vor allem als Autorin, die sich in Essays und Anthologien für eine angemessenere Reflexion von Fragen und Problemen kultureller Vielfalt einsetzt, insbesondere in Zusammenhang mit Geschlechtsdiversität, Feminismus, sexueller Orientierung, Kolonialismus, rassistischer Diskriminierung und sozialer Gerechtigkeit. In diesem Zusammenhang ist  die zusammen mit Cynthia Ward verfasste Essaysammlung Writing the Other: A Practical Approach (2005) zu nennen, sowie die Anthologien Strange Matings : Science Fiction, Feminism, African American Voices, and Octavia E. Butler und Stories for Chip : A Tribute to Samuel R. Delany (2015, mit Bill Campbell).
Shawl ist geschieden und lebt in Seattle.

## Bibliografie
Roman
- Everfair (2016)

Sammlungen
- Filter House (2008)
- Something More and More (2011)

Kurzgeschichten
- I Was a Teenage Genetic Engineer (1989)
- The Rainses‘ (1995)
- Down in the Flood (1996)
- The Pragmatical Princess (1999)
- At the Huts of Ajala (2000)
- Shiomah’s Land (2001)
- How to Give a Dog a Name Without Owning It (2001)
- The Beads of Ku (2002)
- The Tawny Bitch (2003)
- Momi Watu (2003)
- Maggies (2004)
- Deep End (2004)
- Wallamelon (2005)
- Wonder-Worker-of-the-World (2005)
- Cruel Sistah (2005)
- Little Horses (2007)
- The Snooted One: The Historicity of Origin (2007)
- But She’s Only a Dream (2007)
- Women of the Doll (2007)
- To the Moment (2007)
- Bird Day (2008)
- The Water Museum (2008)
- Dynamo Hum (2008)
- Good Boy (2008)
- Pataki (2011)
- Something More (2011)
- Just Between Us (2011)
- The Return of Chérie (2011)
- Honorary Earthling (2011)
- Beyond the Lighthouse (2011)
- Otherwise (2012)
- In Blood and Song (2012, mit Michael Ehart)
- Salt on the Dance Floor (2012)
- The Five Petals of Thought (2013)
- In Colors Everywhere (2013)
- Lupine (2013)
- White Dawn (2014)
- Promised (2014)
- Street Worm (2014)
- A Beautiful Stream (2015)
- Walk Like a Man (2015)
- Jamaica Ginger (2015, mit Nalo Hopkinson)
- Luisah’s Church (2016)
- Vulcanization (2016)
- An Awfully Big Adventure (2016)
- Lazzrus (2016)
- The Mighty Phin (2016)
- Like the Deadly Hands (2016)
- Queen of Dirt (2017)
- More Than Nothing (2017)
- Sun River (2017)
- The Colors of Money (2017)
- Sunshine of Your Love (2017)
- Evens (2017)
- The Best Friend We Never Had (2018)
- She Tore (2018)
- The Things I Miss the Most (2018)
- Living Proof (2018)

Anthologien (als Herausgeber)
- Bloodchildren : Stories by the Octavia E. Butler Scholars (2013)
- Strange Matings : Science Fiction, Feminism, African American Voices, and Octavia E. Butler (2013, mit Rebecca J. Holden)
- Stories for Chip : A Tribute to Samuel R. Delany (2015, mit Bill Campbell)
- People of Color Take Over Fantastic Stories of the Imagination (2017)
- New Suns: Original Speculative Fiction by People of Color (2020), ISBN 978-1-78108-578-3

Sachliteratur
- Writing the Other : A Practical Approach (2005, mit Cynthia Ward)
- The WisCon Chronicles, Vol.5 : Writing and Racial Identity (2011)